# Alfonso I d'Aragona

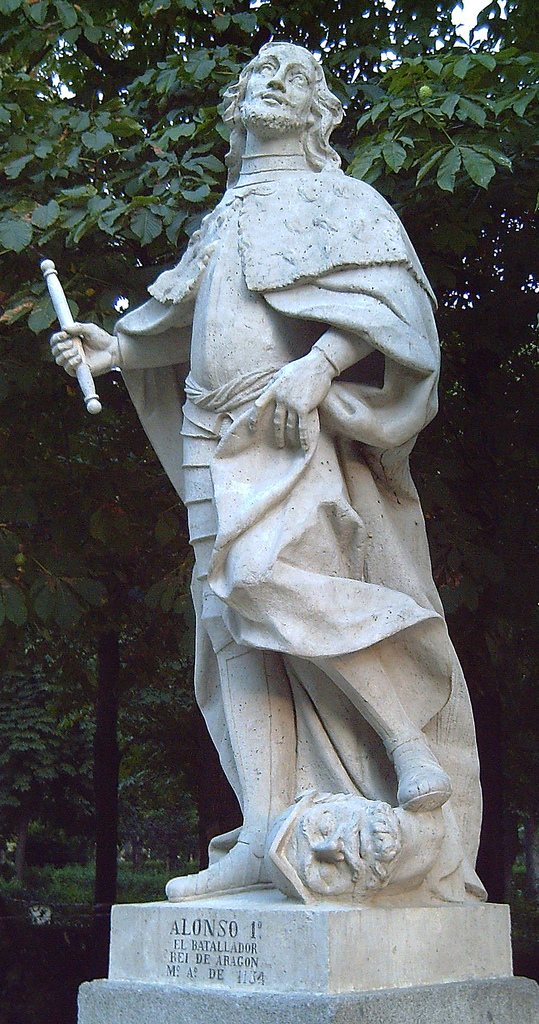
Statua di Alfonso I, che si trova nel Paseo de la Argentina, a Madrid (D. Martínez, 1753).

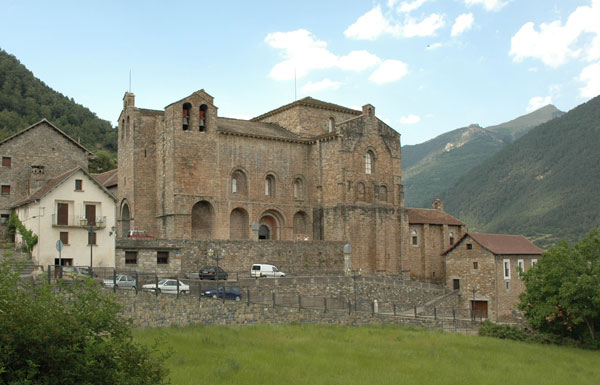
Il Monasterio de San Pedro de Siresa (Valle de Hecho, Huesca) dove fu educato Alfonso il Battagliero.

Alfonso Sánchez, detto il Battagliero (Alfonso anche in spagnolo e in asturiano, Alfons in catalano, Afonso in galiziano e in portoghese, Alifonso in aragonese, Alfontso in basco, Adefonsus o Alfonsus in latino) (Jaca, 1082 circa – Huesca, 7 settembre 1134), fu re di Aragona e re di Pamplona e conte di Sobrarbe e Ribagorza (1104 - 1134) e inoltre fu re consorte di León e Castiglia dal 1109 al 1114 e da quel periodo adottò il titolo di imperatore, esattamente: Rey y Emperador de Castilla, Toledo, Aragón, Pamplona, Sobrarbe y Ribagorza.

## Origine
Secondo la Ex Gestis Comitum Barcinonensium era figlio del re di Aragona, re di Pamplona e conte di Sobrarbe e Ribagorza Sancho Ramírez (Sancho I di Aragona e Sancho V di Navarra) e, secondo la Crónica de San Juan de la Peña, della sua seconda moglie, Felícia di Roucy (1060 - 3 maggio 1123), figlia d'Ilduíno IV († 1063), conte di Montdidier e di Roucy e Signouer de Ramerupt, e della moglie, Adelaide di Roucy, figlia di Ebles Conte di Roucy e della moglie, Beatrice di Hainaut (1015/1020-1062).
Sancho Ramírez era il figlio maschio primogenito del re d'Aragona e conte di Sobrarbe e Ribagorza Ramiro I (come ci viene confermato dalla Ex Gestis Comitum Barcinonensium e, secondo la Crónica de San Juan de la Peña, di Ermessinda di Foix (circa 1015-1049, Gilberga di Foix, dopo il matrimonio, divenuta regina d'Aragona, si fece chiamare Ermesinda), che secondo le Preuves de l'Histoire Générale de Languedoc, Tome V era figlia del conte di Carcassonne e di Couserans e futuro conte di Foix, Bernardo Ruggero I, e dell'erede della contea e futura contessa di Bigorre, Garsenda, figlia del conte di Bigorre, Garcia Arnaud e della moglie, Riccarda, di cui non si conoscono gli ascendenti.
Alfonso quindi era fratellastro del suo predecessore Pietro I.

## Biografia

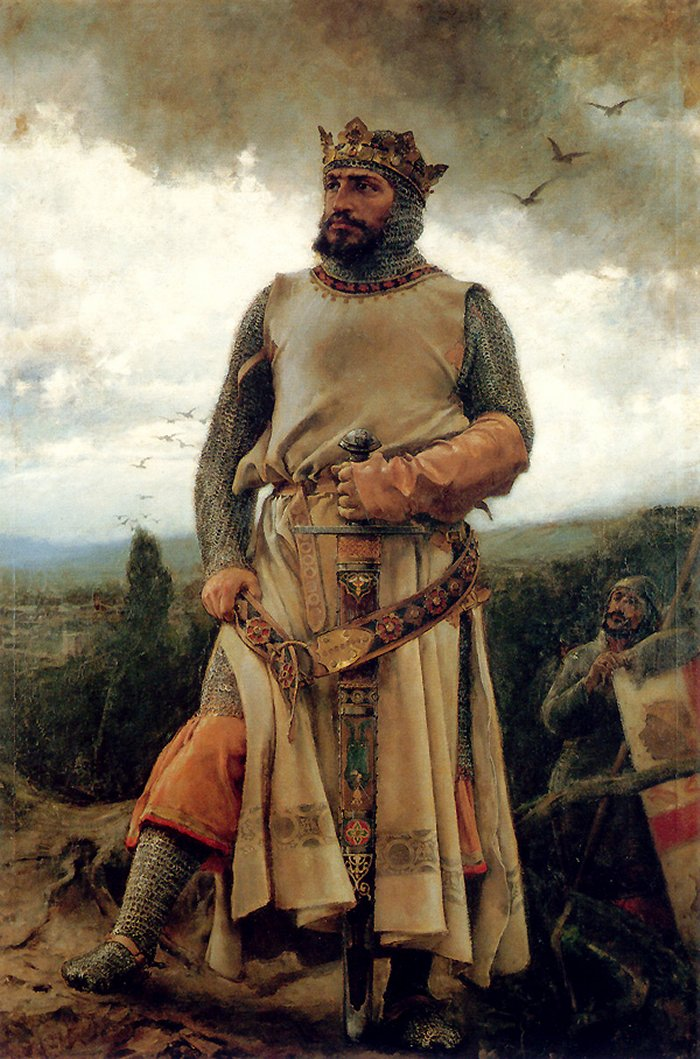
Ritratto storicista di Alfonso il Battagliero, re d'Aragona, eseguito da Francisco Pradilla, 1879

L'anno di nascita viene dedotto dalla affermazione della Crónica de San Juan de la Peña, che Alfonso morì all'età di 61 anni.
I suoi primi anni li passò nel Monasterio de San Pedro de Siresa, a Valle de Hecho (Huesca), dove fu istruito nell'arte delle armi, ma anche in letteratura. Negli anni successivi la sua formazione fu completata anche sull'arte di governare.
Nel 1094, alla morte del padre, il fratellastro Pietro I divenne re di Aragona e di Navarra, mentre Alfonso entrò a far parte dell'esercito aragonese con sempre maggiori responsabilità, sino a diventarne comandante in capo. In questo periodo prese parte a tutte le campagne militari di Pietro, fra le quali la conquista di Huesca, nel 1095, dopo avere sconfitto, nei pressi della città, alla battaglia di Alcoraz, il re di Saragozza, Al-Musta'in II; e, nel 1097, alla battaglia di Bairén, che fermò l'avanzata degli almoravidi fu a fianco del Cid, signore di Valencia, che, l'anno prima, si era alleato con il suo fratellastro, Pietro I; e Pietro I, riconoscente lo cita in un documento di donazione della Colección diplomática del monasterio de San Victorián de Sobrarbe; infine, nel 1100, fu ancora a fianco del fratellastro nella conquista di Barbastro e Sariñena.

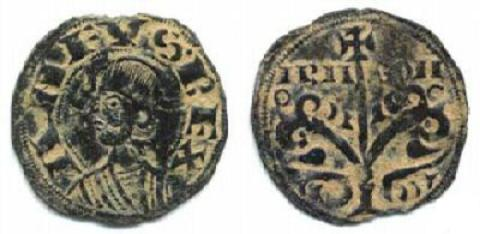
Un denarius di Alfonso I, coniato a Jaca, con l'iscrizione ANFUS-REX ARA-GON (Anfusus rex Aragonensium, "re Alfonso di Aragona").

Tra il 1103 e l'inizio del 1104 morì l'erede al trono, Pietro, figlio del fratellastro Pietro I, che rimase senza discendenti e alla morte di Pietro I, il 28 settembre 1104, nella Val d'Aran, secondo il Gesta Comitum Barchinonensium, Alfonso I gli successe.

Continuò nelle campagne militari iniziate dal fratello tanto da conquistarsi l'ammirazione di tutti i regni cristiani ed il soprannome de il Battagliero. Conquistó Ejea de los Caballeros y Tauste (1105), Tamarite de Litera, y San Esteban de Litera (1107). E poi sconfisse, per la seconda volta, nel 1110, al-Mustain II, re della taifa di Saragozza, a Valtierra.
Nel 1109 il re di León e Castiglia Alfonso VI morì, lasciando unica erede la figlia Urraca. I nobili castigliani, pur accettando, fecero pressione sulla regina, affinché si scegliesse un secondo marito che fosse un combattivo, capace di opporsi agli almoravidi e convinsero la regina (che in un primo tempo si era opposta) a sposare, in seconde nozze, il re d'Aragone e Navarra, Alfonso; nell'autunno del 1109, a Monzón, Alfonso I il Battagliero sposò la regina di Castiglia, Urraca,figlia del re di León e Castiglia Alfonso VI il Valoroso e della sua terza moglie, Costanza di Borgogna, figlia del duca di Borgogna, Roberto I e di Hélie de Samur.. Furono proclamati entrambi re di Castiglia e di León mentre al giovane figlio di Urraca, Alfonso Raimúndez, veniva assegnata la Galizia, di cui veniva nominato re dai galiziani, guidati da Diego Gelmírez, nel 1110.
Fu un matrimonio disgraziato tra due persone incompatibili, il matrimonio sarà costellato di conflitti e incomprensioni sia sul piano personale che su quello politico. Tra i coniugi scoppiarono quasi subito delle ostilità che portarono a una guerra civile, in cui giocò un ruolo importante il cognato di Urraca, Enrico di Borgogna, marito della sorellastra di Urraca, Teresa, che, desideroso assieme alla moglie di avere una parte del regno di León e Castiglia, alleandosi ora con uno, ora con l'altro coniuge, faceva vincere una fazione oppure l'altra.
Nel 1110 Enrico, si recò in Francia, per assoldare un esercito, e l'anno dopo si accordò con Alfonso per la deposizione della regina, Urraca e la spartizione del regno. L'accordo non poté concretizzarsi per la rappacificazione di Alfonso e Urraca, che cacciarono Enrico da Santarém; ma nel novembre di quello stesso anno (1111), la ricostituita lega tra Enrico ed Alfonso I sconfisse la regina Urraca a Candespina e, con il pretesto delle infedeltà della regina (la regina non fu un modello di fedeltà coniugale), la rinchiuse in un castello nei pressi di Zamora. I nobili castigliani però, che non sopportavano più Alfonso I (perché privilegiava nella concessione di cariche pubbliche gli aragonesi ed i navarresi), convinsero Urraca ad impegnarsi a consegnare una parte del regno ad Enrico ed alla sorellastra Teresa, per cui le alleanze furono ribaltate e, nel 1112, unendo le loro forze, Enrico e Urraca costrinsero Alfonso I a Peñafiel, dove lo assediarono. La regina accondiscese alla divisione del suo regno; vedendo, però, che i soldati portoghesi trattavano Teresa come una regina, Urraca, indispettita, decise di fare la pace con il marito annullando il patto con Teresa e Enrico, che si preparò a combattere contro Alfonso e Urraca..

Timbro reale (signum regis) di Alfonso I identico a quello del fratello, Pietro I.

Teresa, definita dai cronisti bella e astuta, rimasta vedova nel 1112, si precipitò a corte per reclamare i diritti che spettavano a lei e all'unico figlio maschio sopravvissuto al padre, Alfonso Henriquez, il futuro Conquistatore, di tre anni. Non ottenendo soddisfazione, accusò la sorellastra di voler avvelenare il marito; l'accusa probabilmente non era del tutto infondata, perché Alfonso, nel 1114, si separò dalla moglie (secondo la Ex Gestis Comitum Barcinonensium Alfonso, preso atto della consanguineità tra lui e la regina, Urraca, decise di ripudiala, la regina Urraca, senza perderne i possedimenti. Ma i nobili ed i cittadini di Leon e Castiglia si schierarono con la regina ed Alfonso fu costretto a rientrare in Aragona.
Si rese ben presto necessario lo scioglimento del matrimonio che venne concesso dal papa Pasquale II (che aveva già in precedenza dichiarato nullo il matrimonio per la consanguineità, dato che ambedue discendevano da Sancho III Garcés di Navarra e li aveva scomunicati), nel 1115, lasciando la sola Urraca regina di Castiglia e León.
La separazione diede inizio a un periodo di profonda instabilità per i confini dei regni, che Alfonso I risolse, dopo la morte (1126) di Urraca, con Alfonso VII occupando alcuni territori castigliani (Calahorra, e le province di Gipuzkoa e di Álava).

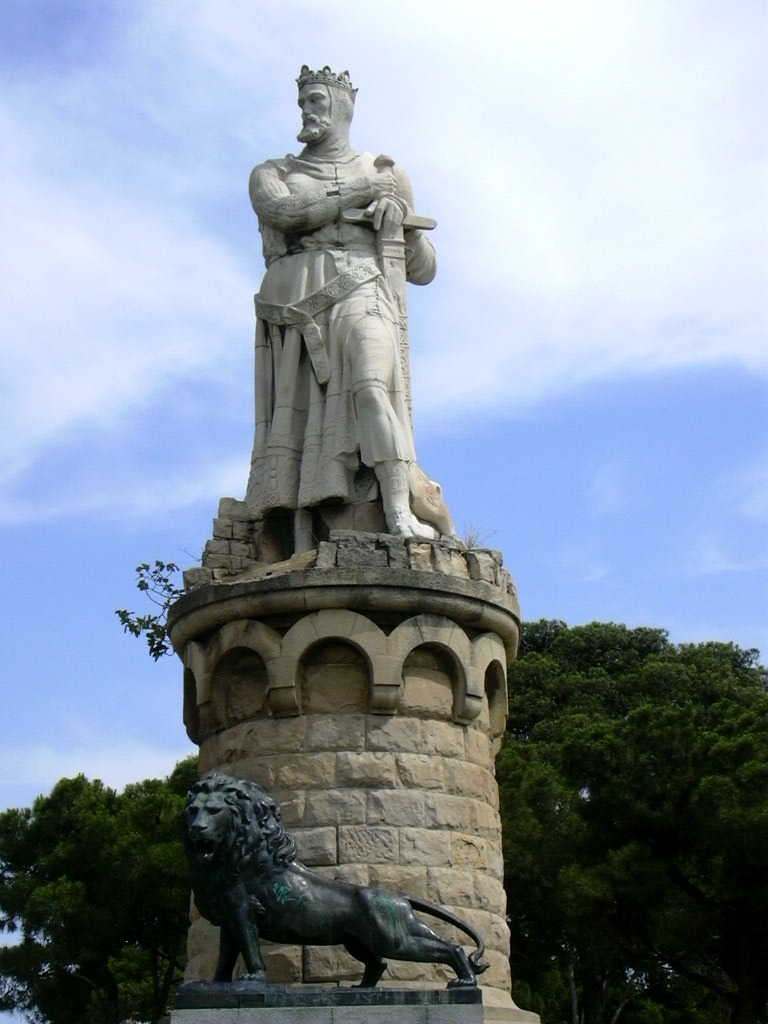
Statua di Alfonso I a Saragozza.

Nel 1118, a Tolosa, fu celebrato un concilio che decise una crociata per la liberazione di Saragozza dai Mori. All'impresa parteciparono anche cavalieri francesi, e a maggio dello stesso anno fu posto l'assedio; la città cadde il 18 dicembre, che divenne la capitale del regno d'Aragona.

I regni di Navarra e Aragona, alla morte del re Alfonso I il Battagliero

In quel periodo conquistò anche Fuentes de Ebro, Tudela, Cervera, Tarazona, Magallón, Borja, Alagón, Novillas, Mallén, Rueda, Épila e infine Tarragona nel 1119.
Ripopolò Soria e i suoi dintorni; nel 1119, dopo avere posto l'assedio a Calatayud, dovette abbandonarlo, per far fronte ad un esercito di almoravidi, che, nel 1120, avanzavano verso Saragozza, per riconquistarla, e li sconfisse nella battaglia di Cutanda, a Calamocha (provincia di Teruel), poi tornò a Calatayud e la conquistò, nel 1120; inoltre, occupò Bubierca, Alhama de Aragón, Ariza e Daroca.
Nel 1122 fondò a Belchite un ordine militare, che fu pioniere degli ordini militari in Aragona, per la lotta contro i musulmani; tuttavia i musulmani che vivevano nelle città conquistate da Alfonso non solo vennero difesi da eventuali angherie, ma, così come i mozarabi, furono anche beneficiati con particolari privilegi.
Nel 1125 tentò inutilmente di invadere i terrori di Valenza, Murcia e Andalusia orientale.
Nel 1126 organizzò una incursione militare contro Granada e contro Cordova; e dopo avere riportato una vittoria, nei pressi di Lucena, al termine della campagna, oltre ad avere conquistato un grande bottino, condusse con sé 14.000 mozarabi, con cui ripopolò i territori a sud dell'Ebro,
Nel 1131 pose l'assedio a Bayonne, dove redasse il testamento che lasciava tutti i suoi regni all'Ordine del Tempio del Santo Sepolcro, che conquistò dopo un anno di assedio.

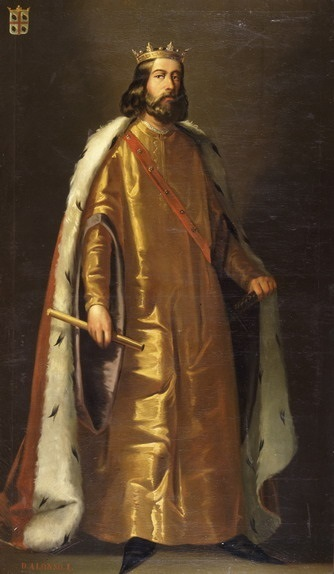
Ritratto di Alfonso il Battagliero del 1885, di Manuel Aguirre y Monsalbe.

Spostò quindi il suo obiettivo militare nella parte orientale del regno, allo scopo di poter conquistare tutta la valle dell'Ebro, sino alla foce del fiume,
Assediò e occupò, nel 1133, Mequinenza, vicino a Lleida,
Dopo si spostò a nord, assediando Fraga, secondo la Crónica de San Juan de la Peña, con 300 cavalieri soltanto, tra cui García IV Ramírez, futuro re di Navarra, ma il 17 luglio del 1134 fu sconfitto dagli assediati che avevano ricevuto aiuto da un grosso contingente, inviato dal re di Cordoba. Allora passò ad assediare il castello di Lizana, nella zona di Lleida, dove, secondo la Gesta Comitum Barchinonensium, morì, il 7 settembre 1134, dopo 31 anni di regno, in seguito alle ferite ricevute, combattendo contro i Mori, nella battaglia avvenuta tra le località di Sariñena e Grañén. Non lasciò eredi e fu sepolto nel monastero di Montearagón (Castello di Montearagón, vicino a Jaca; successivamente, nel 1885, il corpo venne traslato nella cappella di San Bartolomeo, o Pantheon Reale, del monastero di San Pedro el Viejo a Huesca. La morte di Alfonso I è riportata anche nel Chronicon Burgense e nella Crónica de San Juan de la Peña.
Il suo testamento non fu accettato né dalla chiesa né dalla nobiltà aragonese i quali, poiché Alfonso non aveva eredi, secondo la Crónica de San Juan de la Peña, nominarono alcuni reggenti, per poi orientarsi a offrire i due regni al fratello di Alfonso I, Ramiro, monaco del monastero di Saint-Pons-de-Thomières, vicino a Narbona. I nobili navarresi però, non avendo fiducia nelle capacità di Ramiro rifiutarono, decisero per la separazione dei due regni, eleggendo García, discendente dal re di Navarra, García III Sánchez, per cui gli eredi di Alfonso furono:
- Ramiro II il Monaco, nel regno d'Aragona
- García IV Ramírez, il Restauratore, nel regno di Navarra

## Discendenza
Alfonso ed Urraca non ebbero discendenza e non si conoscono neppure figli illegittimi di Alfonso..

## Ascendenza
|                           |   |                          | Genitori                  |  |  | Nonni |  |  | Bisnonni                     |  |  | Trisnonni                    |  |
|                           |   |                          |                           |  |  |       |  |  | Sancho III Garcés di Navarra |  |  | García II Sánchez di Navarra |  |
|                           |   |                          |                           |  |  |       |  |  | Sancho III Garcés di Navarra |  |  | García II Sánchez di Navarra |  |
|                           |   | Jimena Fernández         |                           |  |  |       |  |  | Sancho III Garcés di Navarra |  |  |                              |  |
| Ramiro I d'Aragona        |   |                          |                           |  |  |       |  |  | Sancho III Garcés di Navarra |  |  |                              |  |
|                           |   | Sancha di Aibar          | …                         |  |  |       |  |  |                              |  |  |                              |  |
|                           |   | Sancha di Aibar          | …                         |  |  |       |  |  |                              |  |  |                              |  |
|                           |   | Sancha di Aibar          | …                         |  |  |       |  |  |                              |  |  |                              |  |
| Sancho Ramírez di Aragona |   | Sancha di Aibar          |                           |  |  |       |  |  |                              |  |  |                              |  |
|                           |   | Bernardo Ruggero di Foix | Ruggero I di Carcassonne  |  |  |       |  |  |                              |  |  |                              |  |
|                           |   | Bernardo Ruggero di Foix | Ruggero I di Carcassonne  |  |  |       |  |  |                              |  |  |                              |  |
|                           |   | Bernardo Ruggero di Foix | Adele di Pons             |  |  |       |  |  |                              |  |  |                              |  |
| Gilberga di Foix          |   | Bernardo Ruggero di Foix |                           |  |  |       |  |  |                              |  |  |                              |  |
|                           |   | Garsenda di Bigorre      | Garcia Arnaldo di Bigorre |  |  |       |  |  |                              |  |  |                              |  |
|                           |   | Garsenda di Bigorre      | Garcia Arnaldo di Bigorre |  |  |       |  |  |                              |  |  |                              |  |
|                           |   | Garsenda di Bigorre      | Riccarda di Astarac       |  |  |       |  |  |                              |  |  |                              |  |
| Alfonso I d'Aragona       |   | Garsenda di Bigorre      |                           |  |  |       |  |  |                              |  |  |                              |  |
|                           | … | …                        |                           |  |  |       |  |  |                              |  |  |                              |  |
|                           | … | …                        |                           |  |  |       |  |  |                              |  |  |                              |  |
|                           | … | …                        |                           |  |  |       |  |  |                              |  |  |                              |  |
| Ilduino IV di Roucy       | … |                          |                           |  |  |       |  |  |                              |  |  |                              |  |
|                           |   | …                        | …                         |  |  |       |  |  |                              |  |  |                              |  |
|                           |   | …                        | …                         |  |  |       |  |  |                              |  |  |                              |  |
|                           |   | …                        | …                         |  |  |       |  |  |                              |  |  |                              |  |
| Felicia di Roucy          |   | …                        |                           |  |  |       |  |  |                              |  |  |                              |  |
|                           |   | …                        | …                         |  |  |       |  |  |                              |  |  |                              |  |
|                           |   | …                        | …                         |  |  |       |  |  |                              |  |  |                              |  |
|                           |   | …                        | …                         |  |  |       |  |  |                              |  |  |                              |  |
| Adelaide di Roucy         |   | …                        |                           |  |  |       |  |  |                              |  |  |                              |  |
|                           |   | …                        | …                         |  |  |       |  |  |                              |  |  |                              |  |
|                           |   | …                        | …                         |  |  |       |  |  |                              |  |  |                              |  |
|                           |   | …                        | …                         |  |  |       |  |  |                              |  |  |                              |  |
|                           |   | …                        |                           |  |  |       |  |  |                              |  |  |                              |  |

### Fonti primarie
- (LA)  Histoire Générale de Languedoc, Tome V, Preuves.
- (LA)  Rerum Gallicarum et Francicarum Scriptores, tome XII.
- (LA)  España Sagrada, volume XXIII.

### Letteratura storiografica
- Rafael Altamira, La Spagna (1031-1248), in Storia del mondo medievale, vol. V, 1999, pp.865–896
- Edgar Prestage, Il Portogallo nel Medioevo, in Storia del mondo medievale, vol. VII, 1999, pp.576–610
- (CA)  Crónica de San Juan de la Peña.